# Российский национальный оркестр
Росси́йский национа́льный орке́стр — академический музыкальный коллектив, созданный в 1990 году Михаилом Плетнёвым. РНО (первоначально называвшийся Российский национальный симфонический оркестр — РНСО) стал первым негосударственным симфоническим оркестром в постсоветский период. С 2022 года художественный руководитель и главный дирижёр РНО — Александр Рудин.

## История

### Ранняя история
В начале 90-х годов Михаил Плетнёв при помощи пожертвований из-за рубежа (в основном, из США) создал оркестр, в который вошли многие музыканты из разных оркестров страны. Оркестр впервые в советской истории не финансировался из госбюджета. Для его функционирования был создан Попечительский совет РНСО.
В начале 90-х годов РНСО выступал в Израиле и Ватикане. Помимо гастрольной деятельности оркестр начал осуществлять и звукозаписывающую программу в сотрудничестве с Deutsche Grammophon.
Помимо крупных зарубежных гастрольных туров РНСО организовывал гастрольные поездки и внутри страны, такие, как «Волжские турне» по городам Поволжья.

### Изменения в руководстве
В 1999 году Михаил Плетнёв отошёл от управления оркестром и занялся индивидуальной концертной деятельностью. Вплоть до 2003 года оркестр возглавлял Владимир Спиваков. В январе 2003 года пост главного дирижёра был упразднён и вместо него формируется дирижёрская коллегия. Михаил Плетнёв вновь становится художественным руководителем РНО. Помимо него в дирижёрскую коллегию вошли такие дирижёры, как Кент Нагано, Пааво Берглунд, Кристиан Ганш, Александр Ведерников и Владимир Юровский.
В сентябре 2022 года Михаил Плетнёв заявил о том, что российские власти назначили исполнительным директором созданного им оркестра неизвестного ему человека и фактически лишили Плетнёва возможности сотрудничества со своим коллективом; Плетнёв объявил о создании за пределами России нового коллектива — Рахманиновского международного оркестра (англ. Rachmaninoff International Orchestra), в состав которого вошли 18 музыкантов из РНО.

### Оркестр сегодня
Подводя итоги 2008 года, самый авторитетный в Европе журнал о музыке Gramophone включил РНО в двадцатку лучших оркестров мира. Оркестр сотрудничал с ведущими мировыми исполнителями, такими как Монтсеррат Кабалье, Лучано Паваротти, Пласидо Доминго, Хосе Каррерас, Гидон Кремер, Ицхак Перлман, Пинхас Цукерман, Вадим Репин, Евгений Кисин, Дмитрий Хворостовский, Максим Венгеров, Белла Давидович, Джошуа Белл и многими другими. С РНО выступают лучшие дирижеры современности: Семён Бычков, Инго Метцмахер, Владимир Юровский, Пааво Ярви, Шарль Дютуа, Клаус Петер Флор, Кристоф Эшенбах, Альберто Дзедда. Свой последний концерт в Москве Евгений Светланов дал именно с РНО. «Декабрьский Брамс в исполнении Светланова и Российского национального оркестра звучал как завещание», — писал тогда обозреватель газеты «Коммерсант». Один из самых выдающихся дирижеров наших дней, маэстро Кент Нагано так отзывается об оркестре, с которым ему неоднократно доводилось работать: «У РНО вы чувствуете очень ярко выраженный характер, своей игрой оркестр напоминает вам о том, что русская культура − одна из самых великих в мире. Да, они играют блестяще, да, они высокие профессионалы, да, в оркестре много отличных солистов, но за этим есть и нечто большее: традиция великой культуры, которая слышна в их игре». О весомом вкладе РНО и Михаила Плетнева в современную российскую культуру свидетельствует тот факт, что оркестр первым среди негосударственных коллективов получил грант Правительства Российской Федерации, а в 2009 году обрел государственный статус. Коллектив регулярно выступает в лучших залах столицы как под управлением художественного руководителя Михаила Плетнева, так и с приглашенными дирижерами.
В коллективе работают такие музыканты, как Алексей Бруни, Сергей Старчеус, Сергей Дубов, Александр Готгельф, Рустем Габдуллин, Игорь Макаров и другие. Среди музыкантов есть заслуженные и народные артисты Российской Федерации.

### Большой фестиваль РНО
С 2009 года Российский Национальный Оркестр ежегодно проводит в Москве свой «Большой фестиваль».
Первый Большой фестиваль Российского национального оркестра проходил на Новой сцене Большого театра с 7 по 13 сентября 2009 года.
Второй Большой фестиваль РНО проходил с 6 по 12 сентября
2010 г. на сцене Концертного зала им. П. И. Чайковского.
Афиша Второго фестиваля, как и в первый раз, представила
многих исполнителей современности: колоратурное сопрано Лору Клейкомб,
итальянского баритона Бруно Пратико, дирижёра Теодора
Курентзиса, венгерского джаз-мануш скрипача Роби Лакатоша,
дирижёра и скрипача Максима Венгерова.
Завершил фестиваль гала-концерт, кульминацией которого стала
Девятая симфония Бетховена в исполнении РНО под
руководством Михаила Плетнёва и сводного хора «500
голосов».
Третий Большой фестиваль Российского национального оркестра проходил с 8 по 18 сентября 2011 г. Открытие Фестиваля состоялось на сцене Большого зала консерватории, остальные семь концертов прошли в Концертном зале им. П. И. Чайковского.
В программах фестивальных концертов приняла участие целая плеяда ярких исполнителей современности: скрипачка Сара Чанг; тенор Лоуренс Браунли; Джузеппе Саббатини, в недавнем прошлом — знаменитый «ласкаловский» тенор, а в рамках Фестиваля РНО выступивший в амплуа дирижёра; примадонны сегодняшней оперной сцены — Веселина Казарова, Сара Кобурн, Марианна Пенчева и Людмила Монастырская; пианисты Эльдар Джангиров, Максим Могилевский и Валерий Кулешов; писатель Эдвард Радзинский; танцовщицы Вера Арбузова и Юлия Махалина; дирижёр Томас Зандерлинг.
Специальным проектом Третьего фестиваля РНО, вызвавшим большой резонанс общественности, стал мемориальный концерт памяти жертв террористических актов, произошедших в США в сентябре 2001 года. Центральным произведением этого концерта, состоявшегося 11 сентября с.г., стала российская премьера Третьей симфонии («Каддиш: диалог с Богом») Леонарда Бернстайна — драматического сочинения для большого оркестра, смешанного хора, хора мальчиков, сопрано и рассказчика. Название «Каддиш» отсылает к еврейской молитве погребальной службы, автор посвятил симфонию Джону Кеннеди, убитому незадолго до премьеры сочинения. В исполнении симфонии принял участие Самуэль Пизар — видный общественный и политический деятель, бывший ассистентом Кеннеди и близким другом Бернстайна, он же является автором либретто симфонии, которое он написал по просьбе самого Бернстайна. В программе мемориального концерта прозвучала также Тринадцатая симфония Шостаковича, сольную партию в которой исполнил российский баритон Сергей Лейферкус. На концерте присутствовали и выступили с официальными обращениями специальный представитель Президента РФ по международному культурному сотрудничеству Михаил Швыдкой, посол США в РФ Джон Байерли, посол Государства Израиль в РФ Дорит Голендер.
Завершился Третий фестиваль РНО исполнением «Реквиема» Верди с участием большого сводного хора, в состав которого вошли Государственная академическая хоровая капелла России имени А. А. Юрлова, Московский государственный академический камерный хор, Государственный академический русский хор имени А. В. Свешникова. Солировал бас Михаил Светлов.
Четвертый Большой фестиваль Российского национального оркестра проходил с 8 по 23 сентября 2012 г.

## Известные музыканты оркестра
- Бруни, Алексей Михайлович (скрипка)
- Старчеус, Сергей Сергеевич (скрипка)
- Дубов, Сергей Эмильевич (альт)
- Готгельф, Александр Львович (виолончель)
- Габдуллин, Рустем Искандерович (контрабас)
- Томилова, Ольга Владимировна (гобой)
- Мозговенко, Николай Васильевич (кларнет)
- Макаров, Игорь Викторович (валторна)
- Александр Раев (валторна)
- Лаврик, Владислав Михайлович (труба)
- Ирхин, Иван Игоревич (тромбон)
- Пачкаев, Вячеслав Павлович (бас-тромбон)
- Парамонова, Светлана Владимировна (арфа)
- Лукьянов, Дмитрий Михайлович (ударные)
- Суворов, Александр Владимирович (ударные)